# Gewöhnliche Strumpfbandnatter
Die Gewöhnliche Strumpfbandnatter (Thamnophis sirtalis) ist die bekannteste Schlangenart innerhalb der Gattung Strumpfbandnattern (Thamnophis).

## Merkmale
Die 12 Unterarten der Gewöhnlichen Strumpfbandnatter unterscheiden sich unter anderem durch vielfältige Farbvariationen. Allen gemeinsam sind die meistens hell abgesetzten Rücken- und Seitenstreifen, denen die Gattung den Namen Strumpfbandnatter verdankt. Die Weibchen werden meist einen Meter lang, manchmal bis zu 1,20 m. Männchen erreichen selten eine Länge von mehr als 60 cm. 

## Nahrung
Sie haben ein breites Nahrungsspektrum und fressen Fische, Nacktschnecken, Würmer, Amphibien, Mäuse, Ratten und sogar kleine Vögel. Eine Besonderheit dieser Schlangenart ist, dass sie eine der wenigen, wenn nicht gar der einzige natürliche Feind des Rauhäutigen Gelbbauchmolchs (Taricha granulosa) ist. Im Laufe der Evolution entwickelte sie eine Immunität gegen den hochgiftigen Abwehrstoff dieses Salamanders, das Tetrodotoxin (TTX, auch bekannt unter dem Namen Tarichatoxin). Nachdem sie den Salamander gefressen hat, geht sie in ein Ruhestadium über und verlangsamt den Stoffwechsel, so dass sie die Wirkung dieses Gifts kompensieren kann. Sie ist wohl der einzige Organismus, der nach der Aufnahme dieses Giftes überleben kann. Es handelt sich um eine Koevolution zwischen dem Molch und der Schlangenart. In Regionen wo diese Schlange anzutreffen ist, 
ist die Produktion von Tetrodotoxin des Molches erhöht und im Gegenzug hat sich die Resistenz der Schlange gesteigert. Man spricht von „geographic mosaic theory of evolution“.

## Fortpflanzung
Anders als die meisten Schlangen sind Strumpfbandnattern lebendgebärend (ovovivipar). Ihre Jungtiere sind bei der Eiablage bereits voll ausgebildet und nur noch von einer dünnen, durchsichtigen Eihülle umgeben. Diese Hülle muss während oder direkt nach der Geburt von den Jungtieren durchstoßen werden, da sie sonst ersticken. Ein Strumpfbandnattern-Wurf umfasst in der Regel fünf bis zwanzig Jungtiere. In Einzelfällen wurden allerdings auch schon Wurfgrößen von mehr als 80 Jungtieren beobachtet.

## Verbreitung
In Nordamerika stellt die Gewöhnliche Strumpfbandnatter die am weitesten verbreitete Reptilienart dar. In Alaska ist sie die einzige Schlangenart überhaupt. Ihr Lebensraum erstreckt sich gen Süden bis nach Mexiko in Mittelamerika.

## Unterarten
- Texanische Strumpfbandnatter (T. sirtalis annectens)
- Rotfleckige Strumpfbandnatter (T. sirtalis concinnus)
- New Mexico-Strumpfbandnatter (T. sirtalis dorsalis)
- Kalifornische Strumpfbandnatter (T. sirtalis fitchi)
- Kalifornische Rotseitige Strumpfbandnatter (T. sirtalis infernalis)
- T. sirtalis lowei
- Quebec-Strumpfbandnatter (T. sirtalis pallidulus)
- Rotseitige Strumpfbandnatter (T. sirtalis parietalis)
- Pickerings Strumpfbandnatter (T. sirtalis pickeringii)
- Chicago-Strumpfbandnatter (T. sirtalis semifasciatus)
- Florida-Strumpfbandnatter (T. sirtalis similis)
- Östliche Strumpfbandnatter (T. sirtalis sirtalis)
- San Francisco-Strumpfbandnatter (T. sirtalis tetrataenia)

Der Unterart-Status von T. s. similis und T. s. semifasciatus ist umstritten.